# Madhuwan
Madhuwan – gaun wikas samiti we wschodniej części Nepalu w strefie Kośi w dystrykcie Sunsari. Według nepalskiego spisu powszechnego z 2001 roku liczył on 1261 gospodarstw domowych i 7409 mieszkańców (3742 kobiet i 3667 mężczyzn).